# Posadas

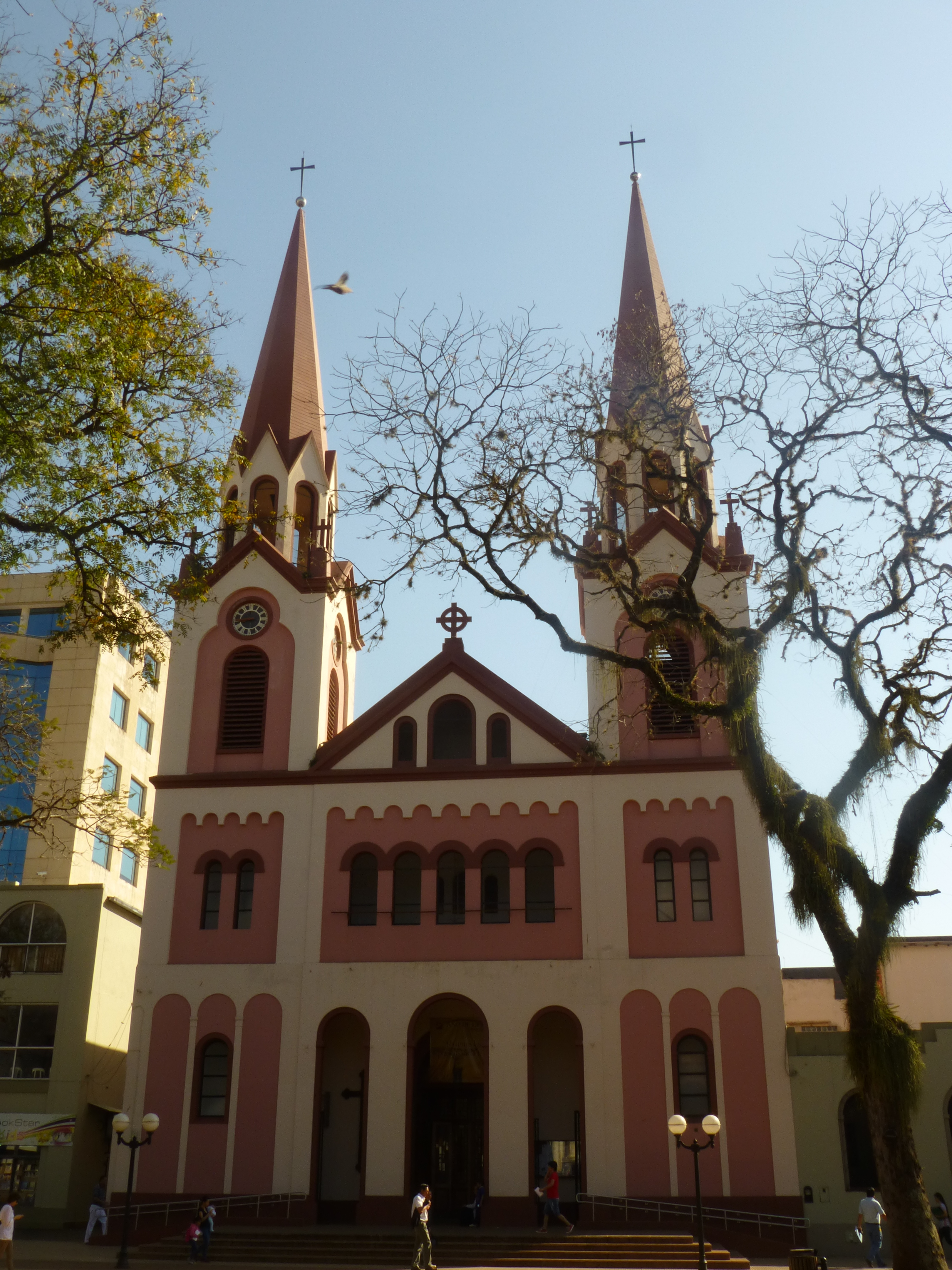
Catedral San José

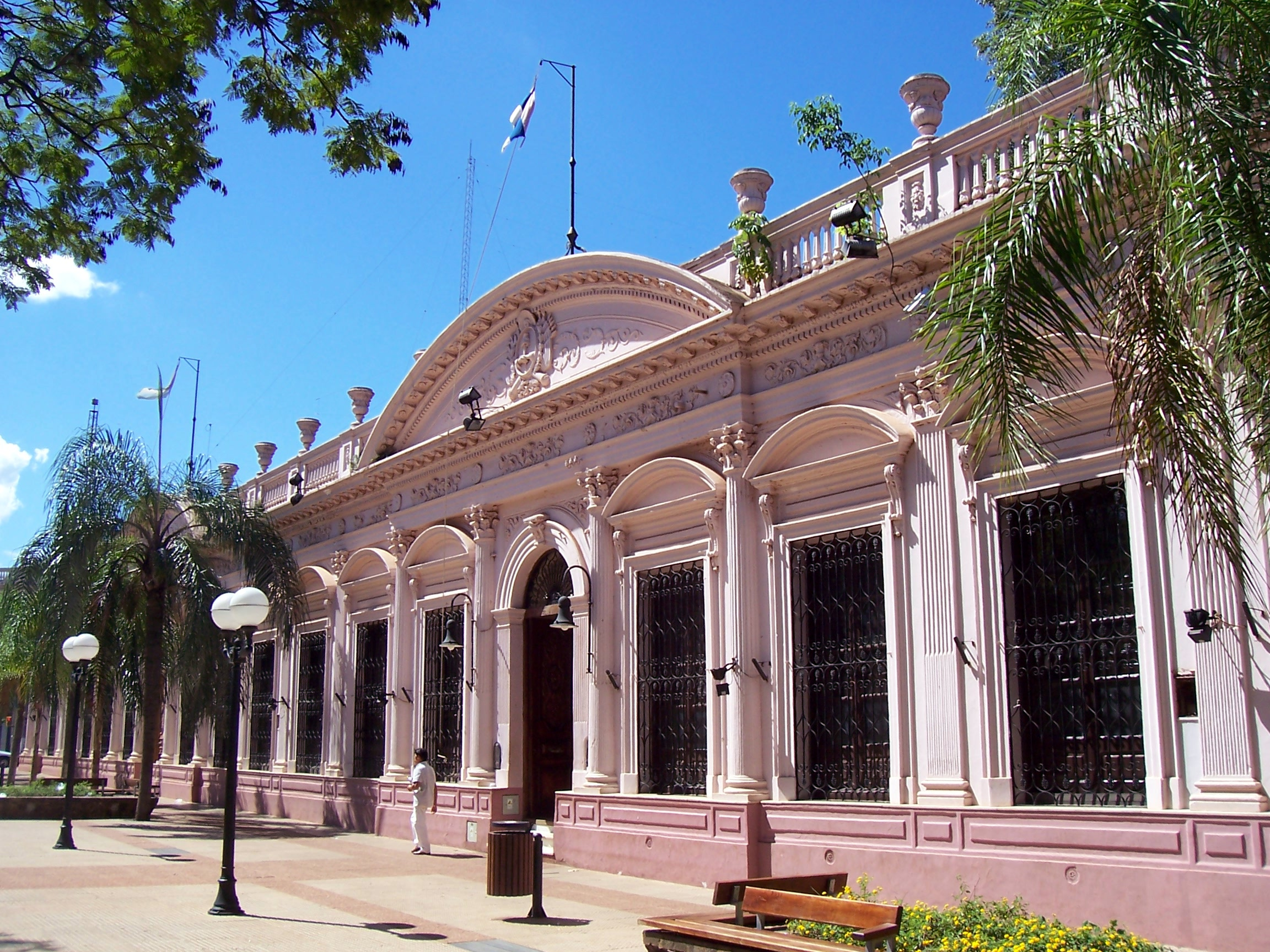
Regierungspalast in Posadas

Posadas ist eine Stadt im nordöstlichen Argentinien. Sie ist die Hauptstadt der Provinz Misiones und mit 252.981 Einwohnern (279.961 in der Agglomeration) die zweitgrößte Stadt des argentinischen Mesopotamiens.

## Geographie und Klima
Posadas liegt am Südufer des Río Paraná; gegenüber befindet sich die paraguayische Stadt Encarnación, mit der Posadas über die Puente Internacional San Roque González de Santa Cruz verbunden ist. Die Stadt liegt im Übergangsgebiet der Vegetationszone des Gran Chaco zum tropischen Regenwald der Provinz Misiones. Das Klima ist relativ feucht und subtropisch, es gibt Niederschläge das ganze Jahr über.

## Geschichte
Die Stadt geht auf die Jesuitenreduktion Nuestra Señora de Itapúa zurück, die 1615 gegründet wurde. Sie wurde 1625 ans Nordufer des Río Paraná verlegt und war damit auch der Grundstein für Encarnación. 1628 wurde eine neue Reduktion auf dem Gebiet des heutigen Posadas angelegt, die San José genannt wurde und bis ins 19. Jahrhundert bestehen blieb. Während des Kriegs der Triple Alianza gegen Paraguay wurde 1867 ein brasilianischer Militärstützpunkt aufgebaut, der Trinchera de San José genannt wurde. 1879 wurde der Ort in Posadas umbenannt. Als 1881 die Provinz Misiones von der Provinz Corrientes abgetrennt wurde, wurde die Hauptstadt zunächst ins abgelegene San Martín verlegt. Nach Protesten der neuen Provinzregierung wurde Posadas 1884 Hauptstadt der Provinz.
Im Jahr 1957 wurde durch Papst Pius XII. das römisch-katholische Bistum Posadas errichtet. Bischofskirche ist die Catedral San José. 1973 wurde die Universidad Nacional de Misiones in Posadas gegründet.

## Sehenswürdigkeiten

### Bauwerke
Sehenswerte Bauwerke sind die im neoromanischen Stil erbaute Kathedrale San José von 1876, die im Jahr 1937 grundlegend renoviert und teilweise verändert wurde, und der Regierungspalast aus dem Ende des 19. Jahrhunderts.

### Museen
Das Naturwissenschaftliche und Historische Museum widmet sich der Flora und Fauna der Provinz Misiones und ihrer Urwälder, aber auch der Kultur der Ureinwohner, der Guaraní. Das Archäologische und Historische Museum Andrés Guacurarí hat ebenfalls Exponate aus der Guaraní-Kultur ausgestellt und widmet sich auch den Jesuiten-Reduktionen sowie der Zeit der argentinischen Befreiungskriege. Die beiden bekanntesten Kunstmuseen sind das Museo Municipal de Bellas Artes Lucas Braulio Areco, das auch Mate-Palast genannt wird, da es von einer Yerba-Mate-Anbaufirma spendiert wurde, und das Museo de Arte Juan Yaparí.

### Parks und Grünanlagen
Der bedeutendste Park ist der Parque República del Paraguay im Norden der Stadt. Auf seinem Gelände befinden sich ein Kunsthandwerkermarkt, ein Amphitheater und ein Regionalmuseum mit historischem und naturwissenschaftlichem Teil. Weitere Parks sind der Parque de la Ciudad im Südwesten und der Parque Adam mit botanischem Garten im Südosten.

## Wirtschaft
Posadas ist hauptsächlich von der Industrie und vom Handel mit dem nahen Paraguay geprägt. Die Verarbeitung der Yerba Mate, eines Teegetränks, hat hier ihr Zentrum.
Das Wasserkraftwerk Yacyretá, das den Río Paraná etwa 35 Kilometer westlich der Stadt staut, ist das viertgrößte und zugleich eines der umstrittensten Stauwerke der Welt. Es beliefert einen Großteil des nordöstlichen Argentiniens mit Strom.

## Verkehr

### Bus
Posadas wird zunehmend auch ein wichtiger Verkehrsknotenpunkt im nationalen und internationalen Busverkehr. Wegen der schlechten Zufahrt und des Anstiegs des Verkehrs wurde das Busterminal schon vor einigen Jahren aus dem Zentrum an den Rand der Stadt verlegt. Von hier aus gehen die nationalen Buslinien traditionell nach Buenos Aires und Mar del Plata. In den letzten Jahren hat auch dank des Tourismus die Anzahl der „Querverbindungen“ zugenommen, so dass auch Fahrten nach Rosario, Tucumán und Salta angeboten werden. In den internationalen Verbindungen sind Strecken nach Südost-Brasilien und Paraguay hinzugekommen. Die klassischen Mercosur-Strecken von Buenos Aires über Posadas nach Rio de Janeiro und São Paulo wurden verstärkt.
Vom Terminal geht auch der internationale Pendelbusverkehr nach Encarnación in Paraguay ab.
Im regionalen Busverkehr werden hauptsächlich zwei Routen befahren: Die erste folgt der Ruta Nacional 12 und endet in Puerto Iguazú. Die zweite zweigt in Cruce Santa Ana von der Ruta Nacional 12 ab und bedient die Städte und Orte am Río Uruguay oder die Orte in Zentral-Misiones. Beide Routen werden durchschnittlich im Stundentakt angefahren.
Vom Terminal fahren einige Stadtbuslinien in das Zentrum von Posadas sowie zum Flughafen.

### Flugzeug
Posadas ist auch mit dem Flugzeug erreichbar. Am „Aeropuerto Libertador Don José De San Martín“ werden zweimal am Tag eine Verbindung zum Inlandsflughafen von Buenos Aires Jorge Newbery angeboten. Diese Flüge werden von Aerolíneas Argentinas oder Austral geflogen. Besitzer und Hauptbetreiber ist die Fuerza Aérea Argentina, der zivile Teil wird von der Aeropuertos Argentina 2000 betrieben.

### Zug
Nach einer zehnjährigen Pause verkehrte seit 2003 wieder zweimal pro Woche der Zug „El Gran Capitan“ nach Buenos Aires bis zur Station Federico Lacroze. Der Zug war mit einer Fahrzeit von planmäßigen 26 Stunden erheblich langsamer und nicht annähernd so komfortabel wie die modernen Reisebusse und wurde im Mai 2012 bis auf Weiteres eingestellt.
Über die Puente Internacional San Roque González de Santa Cruz verkehren Dieseltriebwagenzüge, welche die beiden gegenüber liegenden Städte Posadas und Encarnación am jeweiligen Flussufer im 15-Minuten-Takt verbinden.

## Städtepartnerschaften

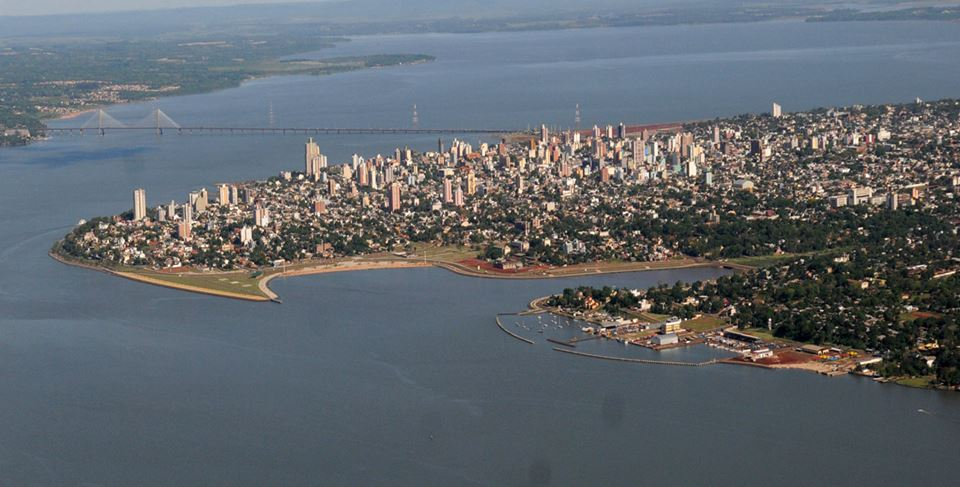
Blick auf Posadas am Rio Paraná

Posadas unterhält Städtepartnerschaften mit den Städten:
- Albacete, Spanien, seit dem 7. Juli 1997
- Encarnación, Paraguay, seit dem 17. September 1992
- Ravenna, Italien. seit dem 19. März 1998
- Seocho-gu, Stadtbezirk von Seoul, Korea, seit dem 6. November 2000

Weitere Abkommen wurden mit folgenden Städten geschlossen:
- Bergamo, Italien, Freundschafts- und Zusammenarbeitsprotokoll seit dem 16. März 1998
- Cascavel, Brasilien, Abkommen über kulturelle und sportliche Integration seit dem 8. Juni 2000
- Havanna, Kuba, Absichtserklärung, seit 6. November 2011
- Zahlé, Libanon, Abkommen über Kulturaustausch seit dem 1. Dezember 1995

## In Posadas geboren
- Héctor De Bourgoing (1934–1993), argentinisch-französischer Fußballspieler
- José Luis Larzabal (* 1944), Komponist und Dirigent
- Jorge Cardoso (* 1949), Komponist, Gitarrist und Arzt
- Sonia Abián (* 1966), Künstlerin
- Alberto Mancini (* 1969), Tennisspieler
- Daniel Vancsik (* 1977), Profigolfer
- José Acasuso (* 1982), Tennisspieler
- Gunnar Guillermo Nielsen (* 1983), Fußballspieler
- Martín Benítez (* 1994), Fußballspieler
- Yamila Rodríguez (* 1998), Fußballspielerin